# HMS Hesperus (H57)
«Гесперус» (H57) (англ. HMS Hesperus (H57) — військовий корабель, ескадрений міноносець типу «H» Королівського військово-морського флоту Великої Британії за часів Другої світової війни.

## Історія створення
«Гесперус» був закладений 6 липня 1938 року на верфі компанії John I. Thornycroft & Company, Саутгемптон на замовлення Бразильських ВМС. 5 вересня 1939 року проданий уряду Великої Британії та увійшов до складу Королівських ВМС Великої Британії.